# Андреас Бухалакіс
Андреас Бухалакіс (грец. Ανδρέας Μπουχαλάκης, нар. 5 квітня 1993, Іракліон) — грецький футболіст, півзахисник німецької «Герти» та збірної Греції.

## Клубна кар'єра
Народився 5 квітня 1993 року в місті Іракліон. Вихованець футбольної школи клубу «Ерготеліс». Дорослу футбольну кар'єру розпочав 2011 року в основній команді того ж клубу, в якій провів два сезони, взявши участь у 41 матчі чемпіонату. Більшість часу, проведеного у складі «Ерготеліса», був основним гравцем команди.
Влітку 2013 року за 150 тис. євро перейшов в «Олімпіакос», проте сезон 2013/14 Андреас провів ще в рідному «Ерготелісі», де грав на правах оренди.
До складу клубу «Олімпіакос» повноцінно приєднався влітку 2014 року. За три наступні сезони встиг відіграти за клуб з Пірея лише 22 матч в національному чемпіонаті, і в кожному з них виграв чемпіонат Греції, а у сезоні 2017/18 грав на правах оренди за англійський «Ноттінгем Форест».
31 серпня 2023 року підписав контракт на два роки з берлінською «Гертою».

## Виступи за збірні
2012 року дебютував у складі юнацької збірної Греції, взяв участь у 7 іграх на юнацькому рівні.
З 2013 року залучався до складу молодіжної збірної Греції. На молодіжному рівні зіграв у 14 офіційних матчах, забив 2 голи.
8 вересня 2018 року дебютував у складі національної збірної Греції в матчі Ліги націй проти Естонії (1:0).

## Титули і досягнення
- Чемпіон Греції (6):

«Олімпіакос»: 2014–15, 2015–16, 2016–17, 2019–20, 2020–21, 2021–22
- Володар кубка Греції (2):

«Олімпіакос»: 2014–15, 2019–20